# Jordan Rossiter
Jordan Rossiter (Liverpool, 24 maart 1997) is een Engels profvoetballer die doorgaans als centrale middenvelder speelt. Sinds juli 2016 staat hij onder contract bij Rangers FC.

## Clubcarrière

### Liverpool
Rossiter werd in 2003 opgenomen in de jeugdopleiding van Liverpool. Hij maakte op 23 september 2014 zijn debuut in het eerste elftal toen hij in een wedstrijd om de League Cup tegen Middlesbrough in de basisopstelling begon. In zijn eerste wedstrijd nam hij ook het eerste doelpunt van de wedstrijd voor zijn rekening. De wedstrijd eindigde na strafschoppen in een overwinning voor Liverpool.

### Rangers FC
Toen het contract van Rossiter bij Liverpool in de zomer van 2016 afliep, vertrok hij naar de Schotse promovendus Rangers FC.

## Carrièrestatistieken
| Seizoen                         | Club            | Land            | Competitie      | Competitie | Competitie | Beker | Beker | Internationaal | Internationaal | Overig | Overig | Totaal | Totaal |
| Seizoen                         | Club            | Land            | Competitie      | Wed.       | Dlp.       | Wed.  | Dlp.  | Wed.           | Dlp.           | Wed.   | Dlp.   | Wed.   | Dlp.   |
| ------------------------------- | --------------- | --------------- | --------------- | ---------- | ---------- | ----- | ----- | -------------- | -------------- | ------ | ------ | ------ | ------ |
| 2014/15                         | Liverpool       | Engeland        | Premier League  | 1          | 0          | 1     | 1     | 0              | 0              | 0      | 0      | 2      | 1      |
| Carrière totaal                 | Carrière totaal | Carrière totaal | Carrière totaal | 1          | 0          | 1     | 1     | 0              | 0              | 0      | 0      | 2      | 1      |
| Bijgewerkt tot 26 augustus 2015 |                 |                 |                 |            |            |       |       |                |                |        |        |        |        |